# Weimari alkotmány

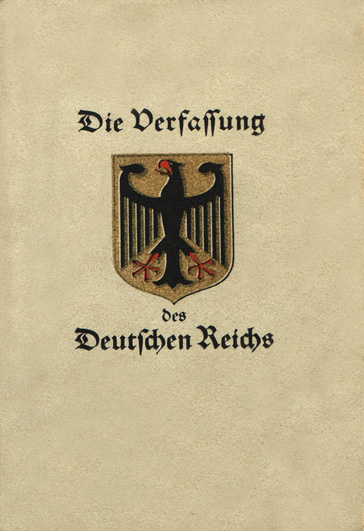
A weimari alkotmány könyv formájában.

A Német Birodalom alkotmánya (németül: Die Verfassung des Deutschen Reichs), ismertebb nevén a weimari alkotmány 1919 és 1933 közötti weimari köztársaság alkotmánya, amely technikailag a Német Birodalom bukásáig, 1945-ig érvényben volt. A weimari alkotmány kora egyik legdemokratikusabb alaptörvénye volt, ám olyan konstrukciós hibákat tartalmazott, amelyeknek nagy szerepe volt az egész ráépülő rendszer bukásában.

## Előzmények
1917-ben, az Amerikai Egyesült Államok belépésével az első világháborúba, nyilvánvalóvá vált a központi hatalmak veresége. Ez a változás 1918 végén azt okozta, hogy a Német Birodalomban egy felülről vezérelt forradalom vette kezdetét. Vezetői Paul von Hindenburg és Erich Ludendorff tábornokok és a vezérkar volt, annak ellenére, hogy korábban még a totális háború mellett törtek lándzsát. Ennek eredményeképp Miksa badeni herceg október 3-án balközép kormányt alakított a parlamenti ellenzék pártjaiból. II. Vilmos német császár a forrongások hatására október 31-én a hadsereg főparancsnokságára menekült, majd november 9-én a semleges Hollandiába emigrált. A Baden-kormány még aznap lemondott, és átadta a kormányzást Friedrich Ebertnek, a szociáldemokraták vezetőjének.
Németország előtt ekkor két út állt: kommunista tanácsköztársaság létrehozása, vagy parlamentáris demokrácia kiépítése. A szociáldemokraták ez utóbbit próbálták meg, és 1919. január folyamán választásokat írtak ki. Ezen minden 20. életévét betöltött nő és férfi állampolgár szavazhatott, így most kaptak először választójogot a német nők. A megválasztott nemzetgyűlés 433 tagot számlált, amelyből 431-et választottak meg, kettőt pedig a keleti katonai parancsnokság delegált. A képviselőket a lázongó Berlin helyett Weimarban hívták össze. A megválasztott testületre két fontos feladat hárult: egyrészt rendezni a hatalmi viszonyokat, másrészt az új alkotmányt elfogadni. Az elsőt úgy oldották meg, hogy 1919 februárjában törvényt hoztak a hatalom ideiglenes gyakorlásáról, majd Ebertet a köztársaság elnökévé választották, és hozzáláttak az új alkotmány kidolgozásához. Az Alkotmányozó Nemzetgyűlés több hónapos vita után, 1919. július 31-én fogadta el, Ebert augusztus 11-én írta alá és augusztus 14-én lépett életbe.

## Tartalma
Az alkotmány 180 §-ból állt, amelyek két részre oszthatóak: az első felük az állami hatalomgyakorlással foglalkozik, míg a második felük az állampolgárok jogaival és kötelezettségeivel. Alapjául főleg az 1849-es paulskirchei és az 1871-es birodalmi alkotmány szolgált.
Az alkotmány deklarálta, hogy Németország köztársaság, ezzel megszüntette a monarchiát és eltörölte a német császári címet. Hivatalos elnevezésében azonban Német Birodalom (németül: Deutsches Reich) maradt az ország neve. A szövetségi jelleg továbbra is megmaradt, azonban jelentős centralizáció mellett, ugyanis a szövetségi törvényhozás jogköreit jelentősen kiterjesztették, és eltörölték a délnémet államok azon külön jogait, amelyet még Otto von Bismarck adományozott nekik csatlakozásukért cserébe. Ezen kívül meghagyták a lehetőséget az állam számára az Ausztriával való egyesülésre, és ezt az alkotmány 61. §-ba foglalták bele.

### Államszervezet

#### Törvényhozás
Államszervezet terén az alkotmány a korábbi hagyományokat követte, ugyanis nem szervezte újra az intézményrendszert, csupán újraszabályozta azt. A törvényhozó hatalom a parlamenté, amely kétkamarás: alsóháza a Birodalmi Gyűlés (németül: Reichstag), felsőháza pedig a Birodalmi Tanács (németül: Reichsrat) volt. Az alsóházat négy évre választották listás, arányos rendszer alapján, míg a felsőházba a tagállamok kormányai küldhettek követeket lakosságarányos szavazati rendszer alapján. Ez utóbbiban azonban korlátozásokat vezettek be, hogy elkerüljék a porosz túlsúlyt. Így kimondták, hogy a legnagyobb tagállam sem bírhat a szavazatok több mint kétötödével. A felsőház képviselői felelősek voltak saját államuk törvényhozásának, így az azonos tagállamból érkező küldöttek mindig azonosan szavaztak. A parlament erősen aszimmetrikus volt, az európai hagyományoknak megfelelően az alsóház jelentős túlsúlya volt a meghatározó.
A két ház konfliktusa esetén a birodalmi elnök három hónapon belül népszavazást írhatott ki. Ha ezt nem tette meg, a törvényjavaslat automatikusan megbukott. Ha azonban az alsóház kétharmados többséggel leszavazta a felsőház által benyújtott kifogásokat, az elnöknek mérlegelés nélkül ki kellett írnia a népszavazást.

#### Végrehajtás
Az állam élén az igen széles jogkörökkel felruházott birodalmi elnök állt, akit hét évre, közvetlenül választottak meg. Ő feloszlathatta a parlamentet (ekkor azonban új választásokat kellett kiírnia), ő nevezte ki a kancellárt és a kormány minisztereit, ő volt a fegyveres erők főparancsnoka, és a 48. § alapján szükségállapoti kormányzásba kezdhetett. A külpolitikában ő képviselte a német államot, és a minisztereket az alsóház megkérdezése nélkül elmozdíthatta pozíciójából, valamint – bár az alkotmányba ez nem került bele – elnökölt a kormány ülésein. A kormány élén a kancellár állt, aki azonban igen gyenge jogállással rendelkezett, és az elnök bármikor elmozdíthatta helyéről. Elnöki kinevezése után még a parlament bizalmát is el kellett nyernie szavazás útján, és ha ez nem történt meg, be kellett nyújtania a lemondását. Németországban elsőként a kormány összes tagja politikai felelősséggel tartozott a parlamentnek.

#### Bíráskodás
A korábbi rendszer itt is erősen éreztette hatását, ugyanis megmaradt az eddigi rendszer a bíráskodás terén is. Az igazságszolgáltatás a tagállamok saját hatáskörébe tartozott, azonban a legfelsőbb birodalmi bíróság már szövetségi szinten működött. Az alkotmányban létrehozták a Legfelsőbb Állambíróságot (németül: Staatsgerichtshof), amely az elnök, a kancellár és miniszterek jogi felelősségre vonásával, a szövetségi törvények tagállami végrehajtásával, a szövetség és tagállamok közötti viták eldöntésével foglalkozott. Ezen kívül külön közigazgatási bíróságot is létrehoztak.

### Jogok és kötelezettségek
Az alkotmányban megjelent a 19. századi klasszikus jogállamiság gondolata, mely az állami hatalomgyakorlást tisztán jogi alapra kívánta helyezni. Így az alkotmányba belefoglalták a legfontosabb alkotmányos alapjogokat, főleg az 1849-es paulskirchei alkotmány alapján. Belekerült még ezen kívül több szociális jog is, valamint belefoglalták az állampolgári kötelezettségeket is. Az alkotmány deklarálta a népfelség elvét, és minden 20. életévét betöltött férfi és nő választójoggal rendelkezett, így a választásra jogosultak száma csaknem a császári korszak kétszeresére nőtt. A választások közvetlenek, titkosak és egyenlők voltak, a köztársasági elnököt is közvetlenül a nép választotta, aki népszavazást írhatott ki fontos kérdésekben. A pártok részvétele a törvényhozásban nem volt százalékos arányhoz kötve, vagyis nem volt parlamenti küszöb, így akár egy mandátummal is be lehetett kerülni az alsóházba.

## Gyengeségei
A nagy gazdasági világválság idejére az alkotmányban rejlő konstrukciós hibák felszínre kerültek. A parlamentarizmus válságba került, és az ekkor a kancellári pozícióba kerülő Heinrich Brüning képtelen volt többségi koalíciót létrehozni kormánya támogatására. Ebben jelentős szerepe volt a parlamenti küszöb hiányának, aminek köszönhetően a pártok lassacskán szétforgácsolódtak. A vesztes világháború és az azzal együtt járó viszonyok miatt már kezdetben igen jelentős volt a pártrendszer töredezettsége, és az alkotmány rendelkezései ezt a folyamatot segítették elő. A weimari köztársaság fennállásának 14 éve alatt 20 kormány váltotta egymást, és az 1930-as évekre a Reichstag teljesen működésképtelenné vált. Az 1930-as német választásokon például 10 párt kapott egymilliónál több szavazatot, így gyakorlatilag lehetetlenné vált kormányzóképes többség létrehozása.
A gyenge kormányt és az alsóházat leginkább az elnök erős hatalma ellensúlyozhatta, ami be is bizonyosodott az 1930-as évek elején. Azonban az elnök jogkörei túlságosan is szélesre terjedtek ki. A 48. § az állam közbiztonságát és közrendjét ért nagyméretű zavarás idején szükségrendeleti kormányzásra (Notverordnung) hatalmazta fel az elnököt, aki fegyveres erőt is bevethetett a rend helyreállítására, és egyes alkotmányos jogokat és törvényeket is figyelmen kívül hagyhatott. A szükséghelyzet felmérése teljesen az elnökre volt bízva, aki szabadon dönthetett a kérdésben. A köztársaság ideje alatt csaknem 250 alkalommal került sor a 48. § alkalmazására.

## Használata a Német Birodalomban
1933. január 30-án Paul von Hindenburg birodalmi elnök Adolf Hitlert, a Nemzetiszocialista Német Munkáspárt vezetőjét nevezte ki kancellárrá. Bár Hitler egy koalíciós kormány élére került, amelynek 11 miniszteréből csupán három volt az NSDAP tagja, de kormányzása mégis a weimari alkotmányra épülő köztársaság végét jelentette. A kormány hivatalosan nem elnöki kormány volt, vagyis a korábban működő kormányokkal ellentétben elviekben nem az elnök adta ki a kormány intézkedéseit szükségrendeletben. Azonban a koalíciónak nem volt meg a többsége az alsóházban, ezért feloszlatták azt, és új választásokat írtak ki. A választások előtt szükségrendelet segítségével betiltatták a kommunista gyűléseket. A Reichstag felgyújtása után Hindenburg kiadta „A nép és az állam védelméről” szóló szükségrendeletet, amely felfüggesztette az alkotmányban foglalt szabadságjogokat, és a tagállamok szuverenitását is korlátozta azzal, hogy engedélyezte a szövetségi kormánynak a hatalomátvételt a tartományokban szükség esetére.
Az ezután tartott választásokon a nemzetiszocialisták és koalíciós társaik többséget szereztek az alsóházban. Hitler meggyőzte a jobbközép Német Centrum Pártot, hogy támogassa őket a 48. §-nál sokkal kiterjedtebb törvény megszavazásában, amely lehetővé teszi számukra a korlátlan hatalomgyakorlást. A Reichstag így megszavazta a felhatalmazási törvényt (Gesetz zur Behebung der Not von Volk und Reich). Ez a kormányra ruházta mind a törvényhozói, mind a végrehajtói hatalmat. A felhatalmazás hivatalosan négy évig tartott, ám 1937-ben, 1939-ben és 1943-ban is meghosszabbították. Hindenburg 1934-es halála után egyesítették a kormányfői és államfői tisztségeket, és Hitler vezér és birodalmi kancellár (Führer) lett. A pártokat még 1933-ban feloszlatták vagy önfelosztásra kényszerítették. Miután minden párt feloszlott, 1933 júliusában törvény nyilvánította az NSDAP-t az egyetlen törvényes pártnak, és bűncselekménnyé nyilvánította új pártok létrehozását.
A weimari alkotmányt a Német Birodalom formailag sosem érvénytelenítette, hiszen ez jelentette Hitler politikai legitimációját. A nemzetiszocialisták azonban semmilyen jelentőséget nem tulajdonítottak az érvényben maradt alkotmánynak, és érvényét egyáltalán nem ismerték el. Ennek ellenére formálisan csak 1945-ben, a második világháború európai befejeződése és a német kapituláció után került hatályon kívül.

## Továbbélése
A weimari alkotmány mind a Német Szövetségi Köztársaság, mind a Német Demokratikus Köztársaság számára alapként szolgált saját alkotmányaik létrehozásához. Az NSZK alkotmányában kiküszöbölték a weimari alapok súlyos hibáit, valamint az államfő számára sem tették lehetővé a szükségrendeleti úton történő kormányzást. Az alkotmányos jogokat tovább szélesítették, és áthághatatlannak nyilvánították. Az elnök hatalmát is jelentősen gyengítették, és a parlament jogállását jelentősen megerősítették.
A Német Demokratikus Köztársaság alkotmánya is jelentős mértékben épített a weimari alaptörvényekre. A weimari rendszer iránti tiszteletből az 1968-as reformokig egyszemélyi államfő létezett, a többi kommunista állammal ellentétben, ahol egy szervezet kollektívan töltötte be ezt a pozíciót.
Dél-Korea legelső alkotmánya is a weimari alkotmányt használta alapnak, amire nagy valószínűséggel a több évtizedes japán megszállás miatt került sor. A japán jogrendszerre ugyanis jelentős hatást gyakorolt a német jog.